# Organização da sociedade civil
Organizações da Sociedade Civil (OSC), no Brasil, são entidades de direito privado e fins públicos, elencadas na lei federal nº 13.019 de 31 de julho de 2014, que foi posteriormente alterada pela lei federal nº 13.204 de 14 de setembro de 2015.

## Designação
ORGANIZAÇÃO DA SOCIEDADE CIVIL: (DEFINIÇÃO SEGUNDO LEI FEDERAL Nº 13.204, DE 14 DE  DEZEMBRO DE 2015).
a) entidade privada sem fins lucrativos que não distribua entre os seus sócios ou associados, conselheiros, diretores, empregados, doadores ou terceiros eventuais resultados, sobras, excedentes operacionais, brutos ou líquidos, dividendos, isenções de qualquer natureza, participações ou parcelas do seu patrimônio, auferidos mediante o exercício de suas atividades, e que os aplique integralmente na consecução do respectivo objeto social, de forma imediata ou por meio da constituição de fundo patrimonial ou fundo de reserva; 
b) as sociedades cooperativas previstas na Lei no 9.867, de 10 de novembro de 1999; as integradas por pessoas em situação de risco ou vulnerabilidade pessoal ou social; as alcançadas por programas e ações de combate à pobreza e de geração de trabalho e renda; as voltadas para fomento, educação e capacitação de trabalhadores rurais ou capacitação de agentes de assistência técnica e extensão rural; e as capacitadas para execução de atividades ou de projetos de interesse público e de cunho social. 
c) as organizações religiosas que se dediquem a atividades ou a projetos de interesse público e de cunho social distintas das destinadas a fins exclusivamente religiosos; 
Fonte: http://www.planalto.gov.br/ccivil_03/_ato2015-2018/2015/lei/l13204.htm